# DinoPark Vyškov
DinoPark Vyškov je zábavní park, obsahující zejména modely dinosaurů. Nachází se na ploše 4 ha v areálu bývalého letoviska v Marchanicích ve městě Vyškov. Je vzdálen asi 2,5 km od Zooparku Vyškov, se kterým má společný vstup a jednotné vstupné. Nachází se zde několik desítek prehistorických modelů druhohorních zvířat. Design parku odkazují na film Jurský park. V roce 2011 byl park pátým nejnavštěvovanějším turistickým místem Jihomoravského kraje. Během prvních pěti let provozu navštívilo areál milion návštěvníků.

## Historie

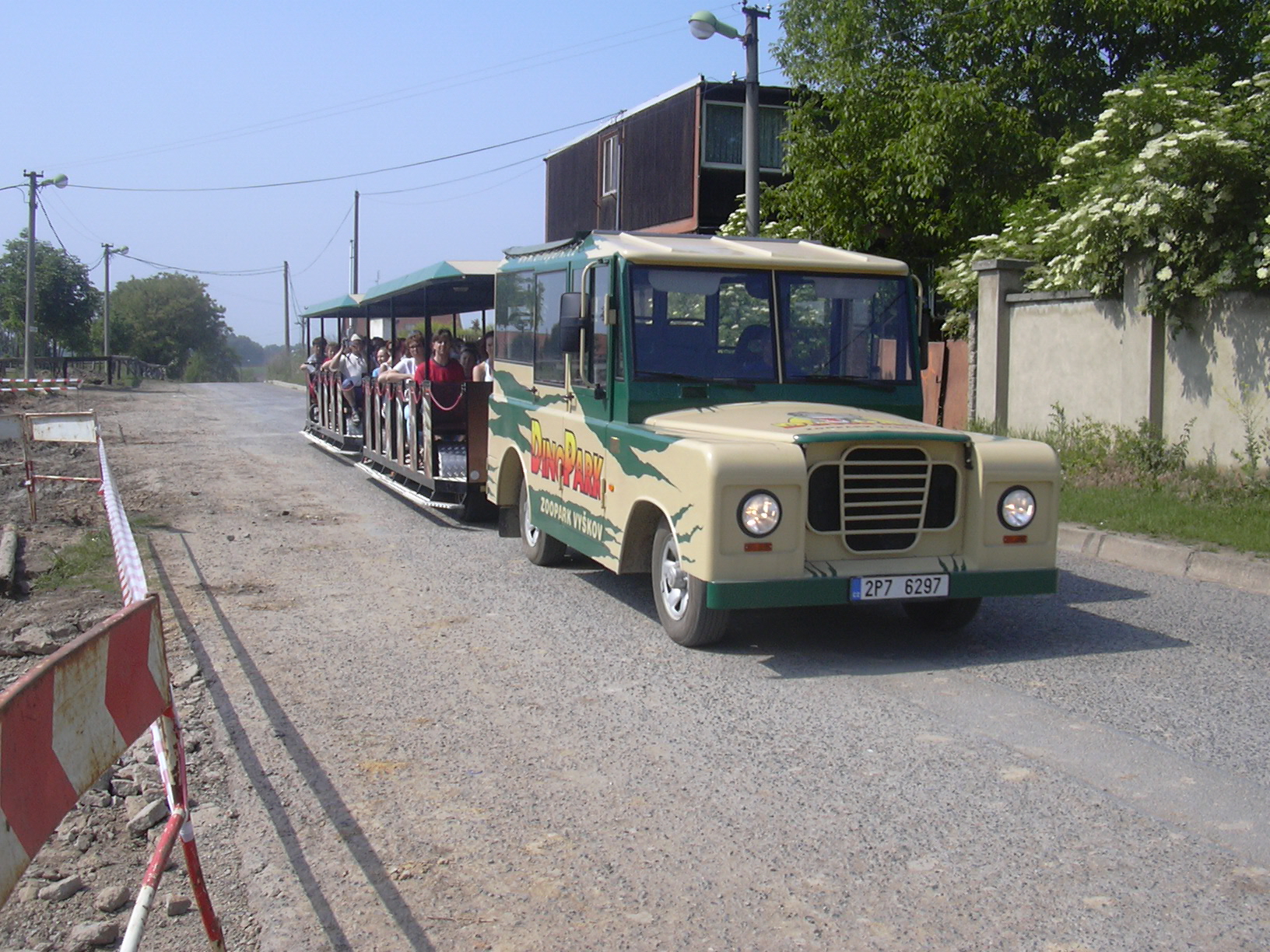
Dinovláček

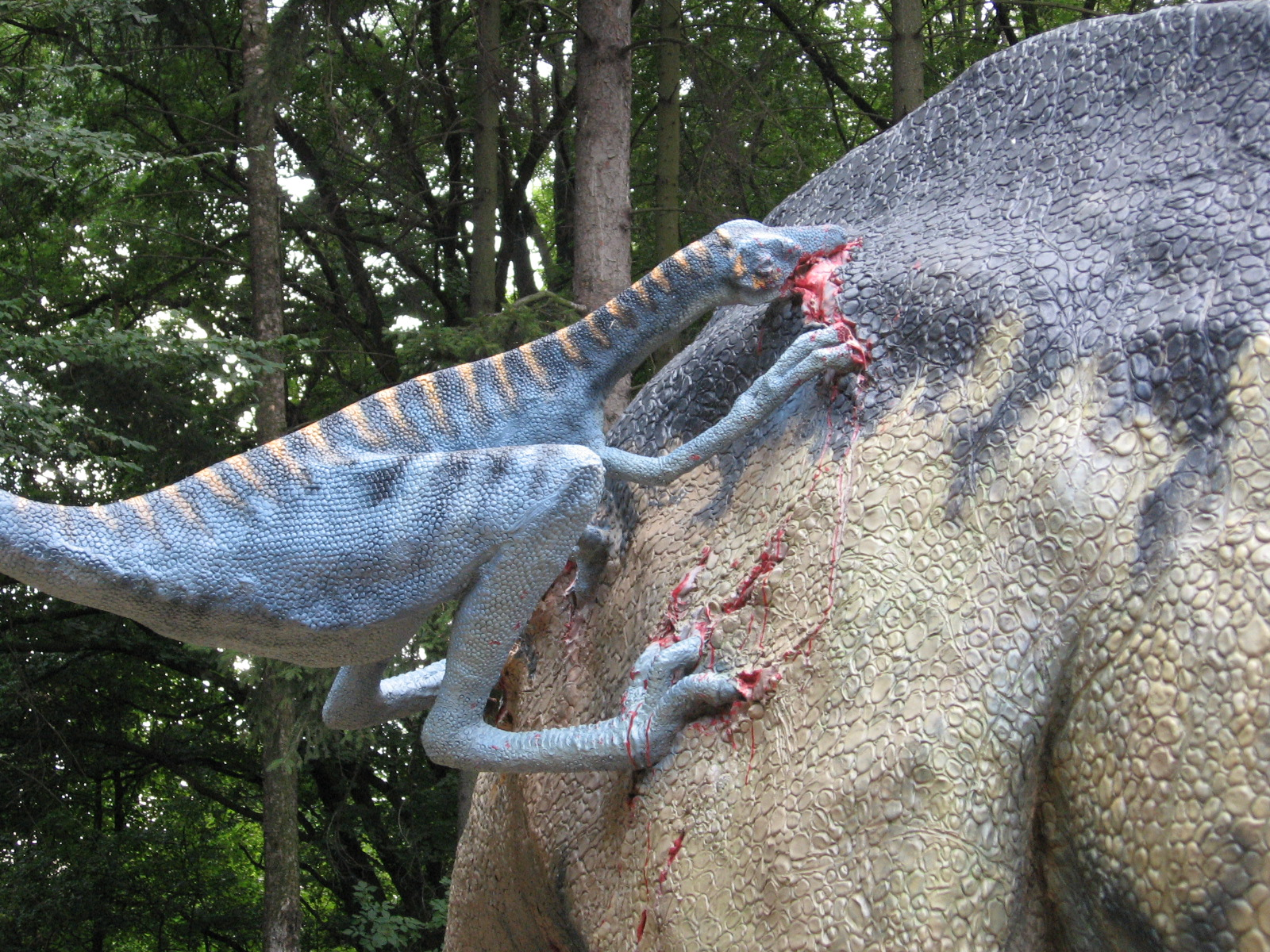
Model dinosaura rodu Troodon

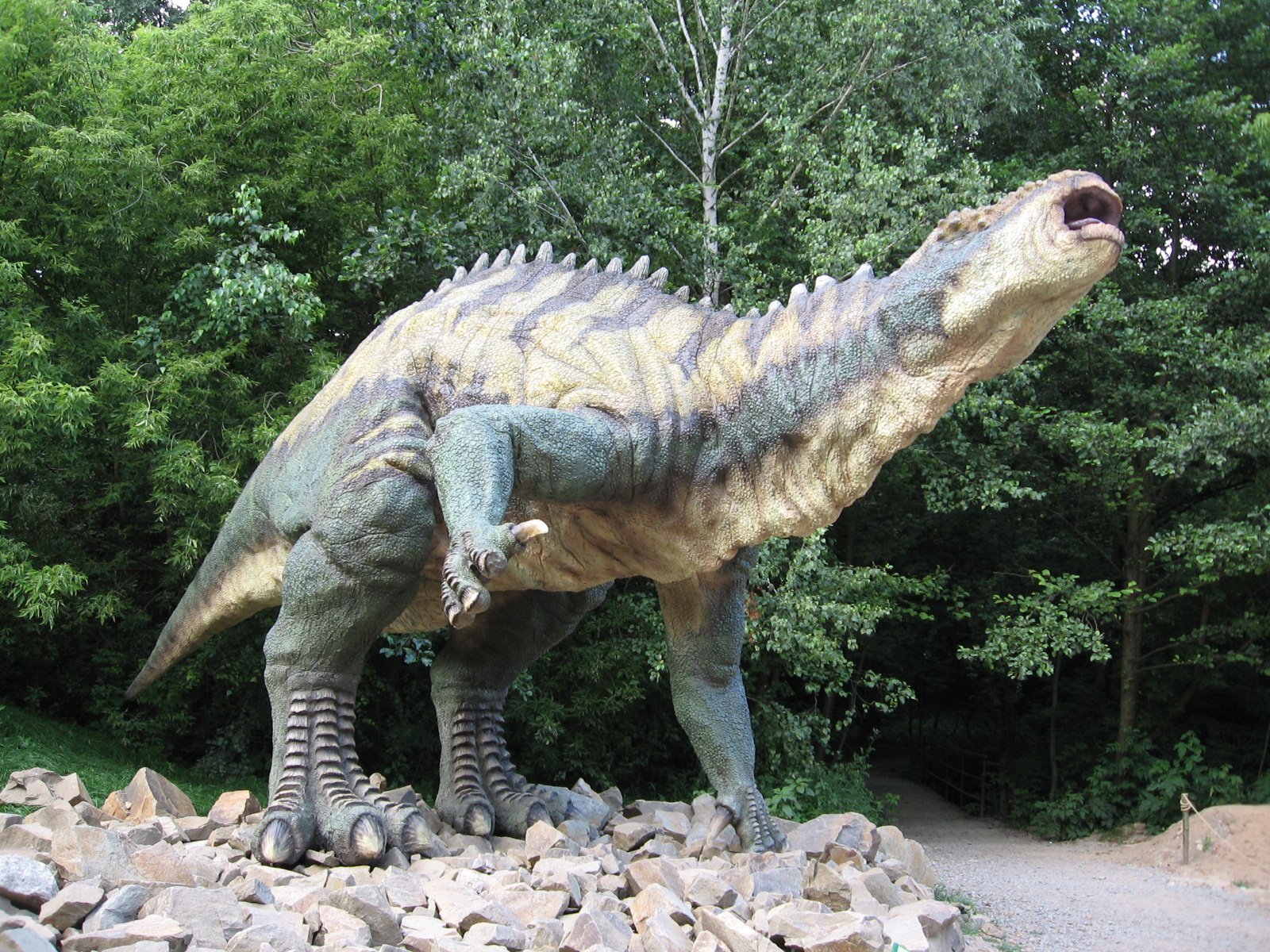
Model dinosaura rodu Iguanodon

DinoPark Vyškov byl otevřen 20. května 2006, a to jako třetí DinoPark na území Československa (po Plzni a Bratislavě). Pavilon vznikl ve spolupráci se Západočeským muzeem v Plzni. Od 19. května 2007 se návštěvníci mohou přepravovat tzv. Dinovláčkem.
V červenci 2014 byla v areálu zprovozněna visutá dráha.

## Areál
V areálu je v současnosti několik desítek modelů prehistorických plazů. Součástí je i dětské paleontologické hřiště, stezka a denní hvězdárna.Součásti je i 4D kino.

## Galerie

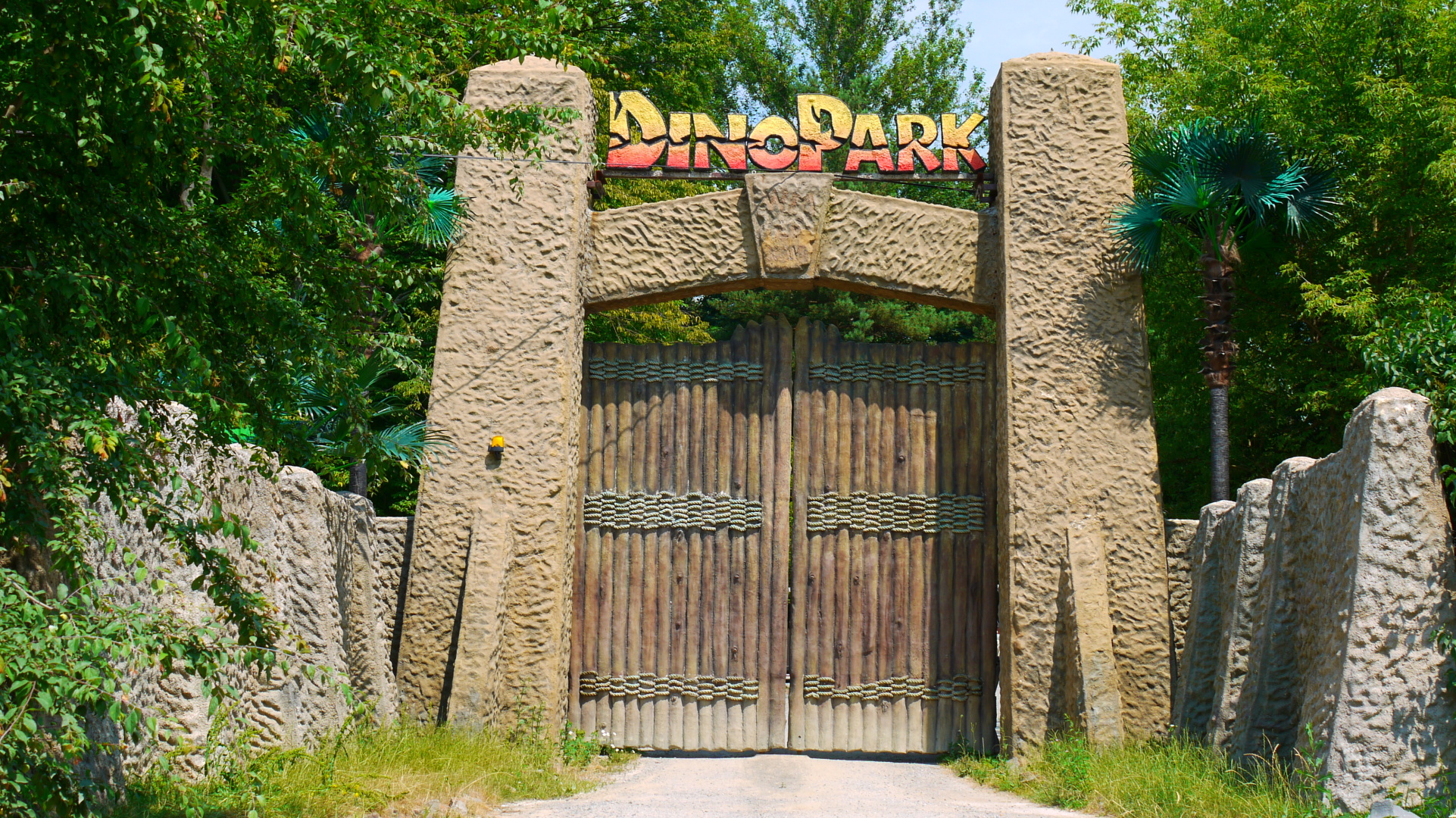
Vchod
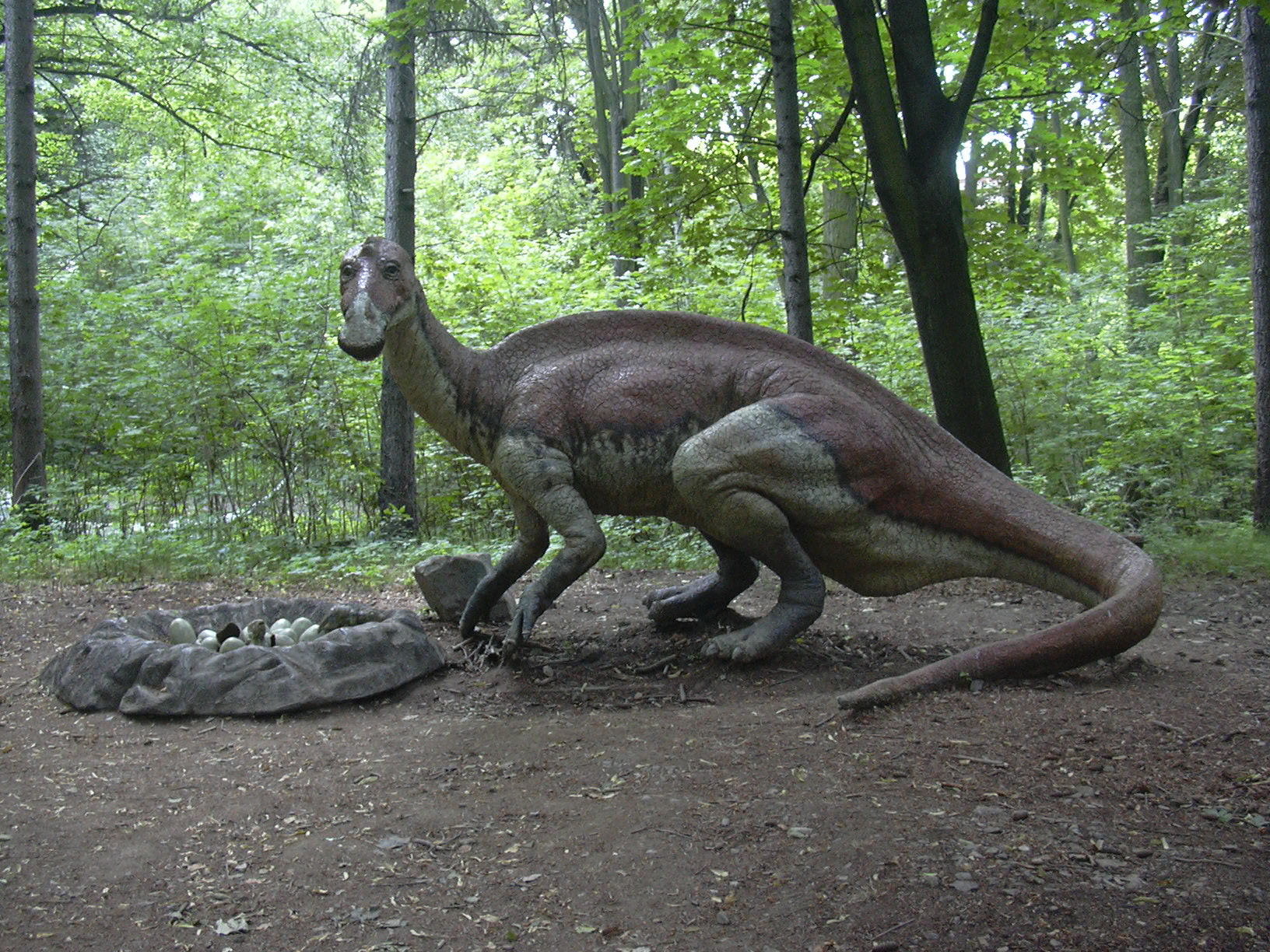
Maiasaura
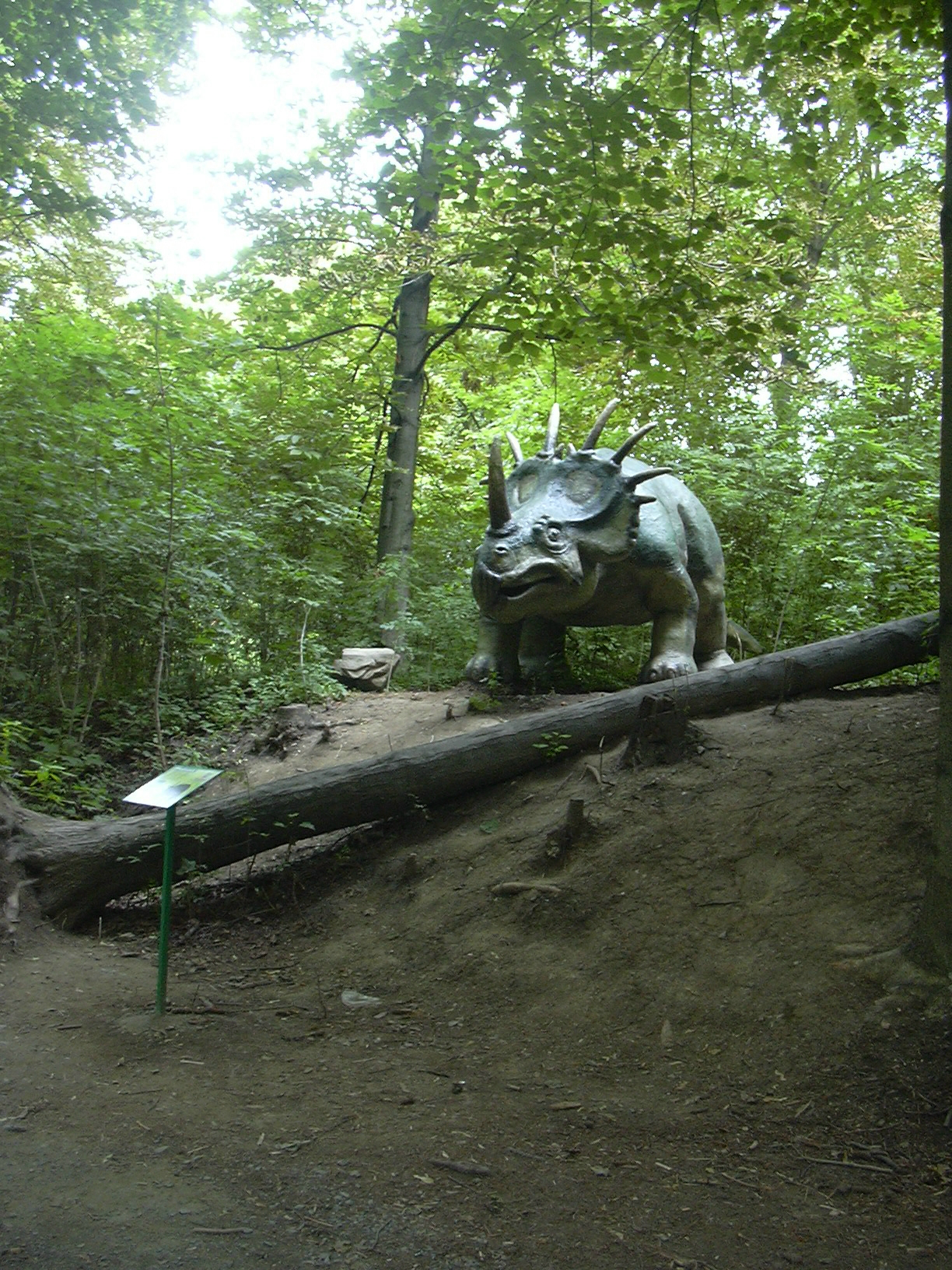
Styracosaurus
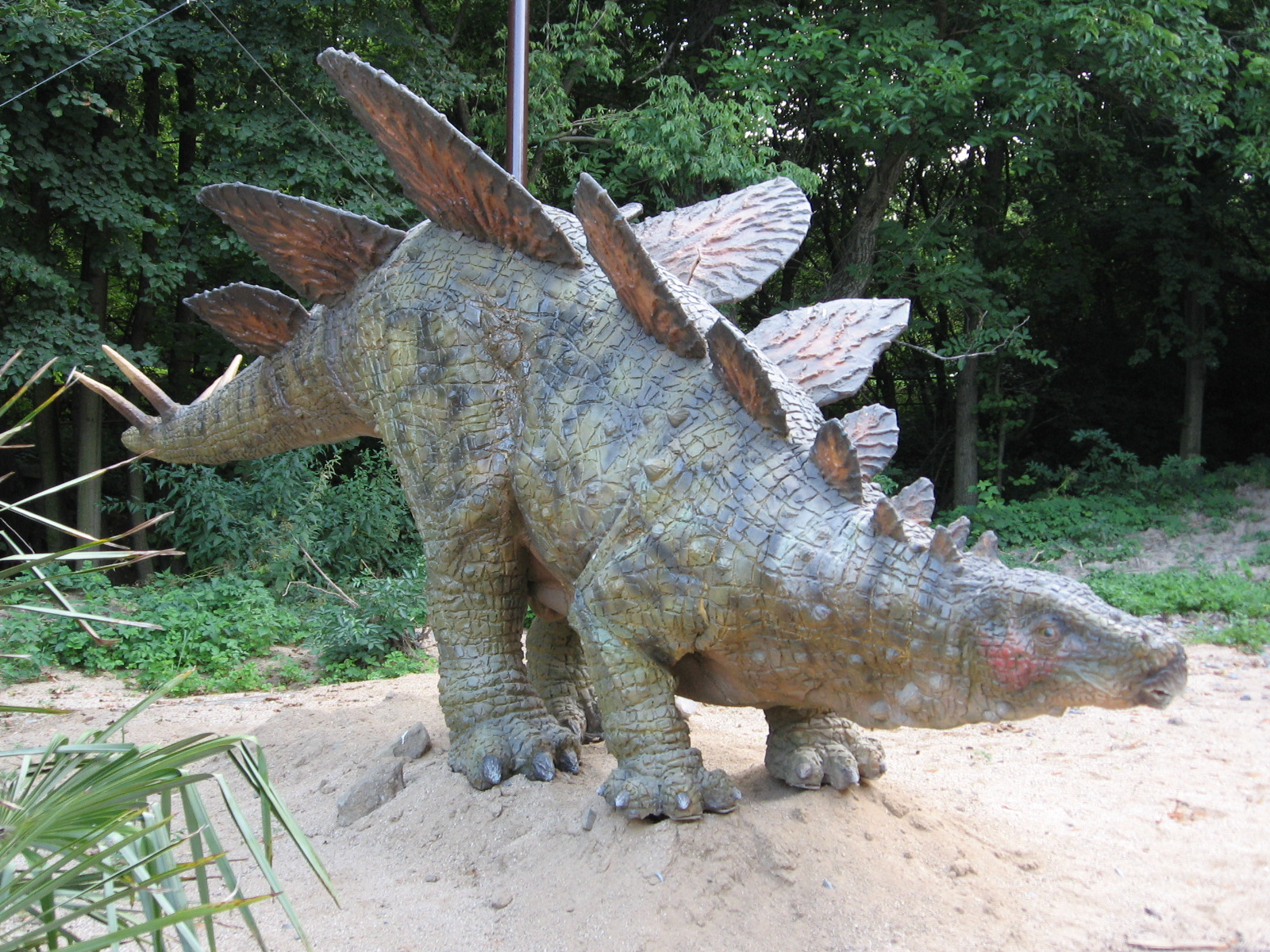
Stegosaurus
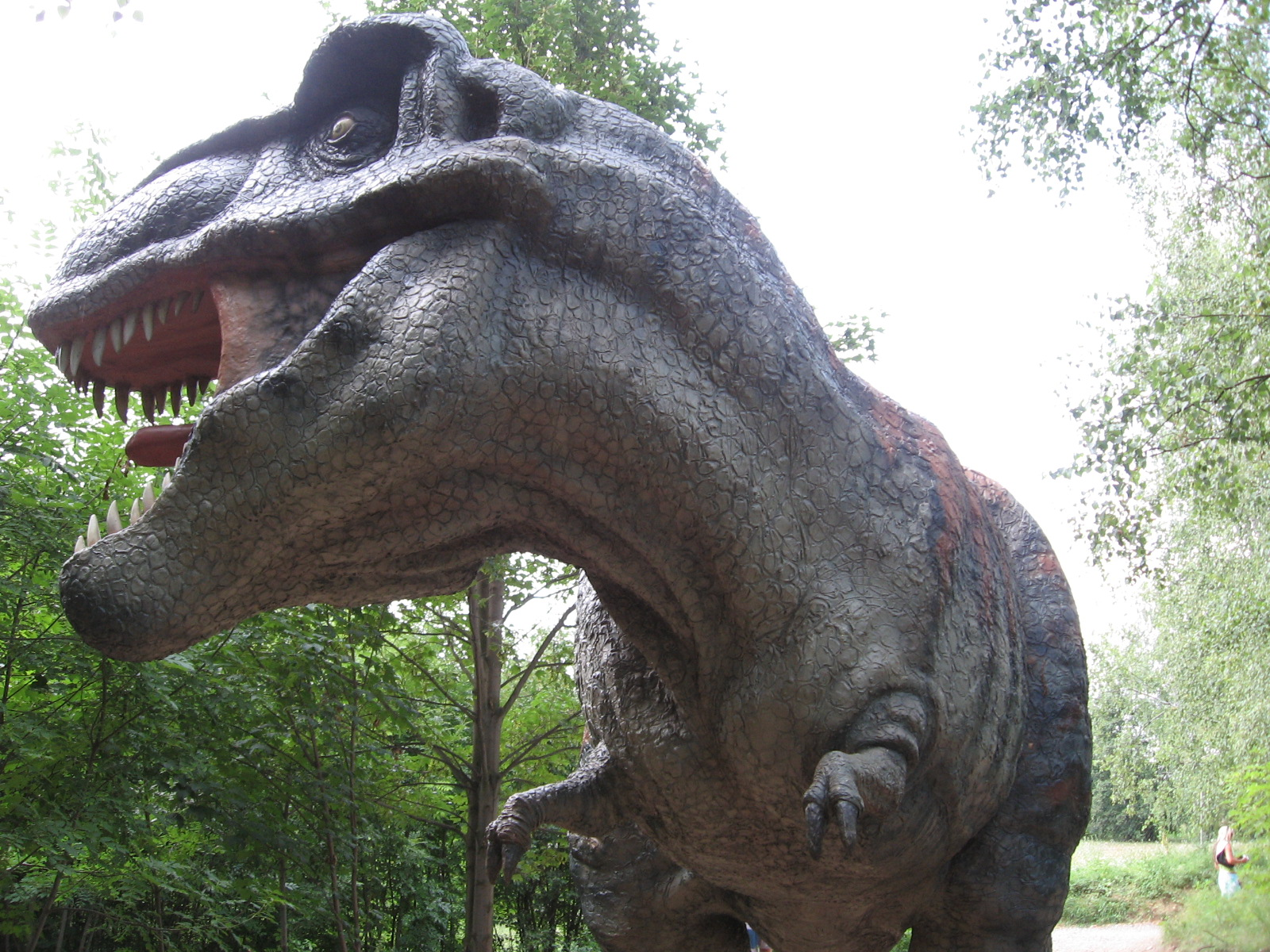
Tyrannosaurus
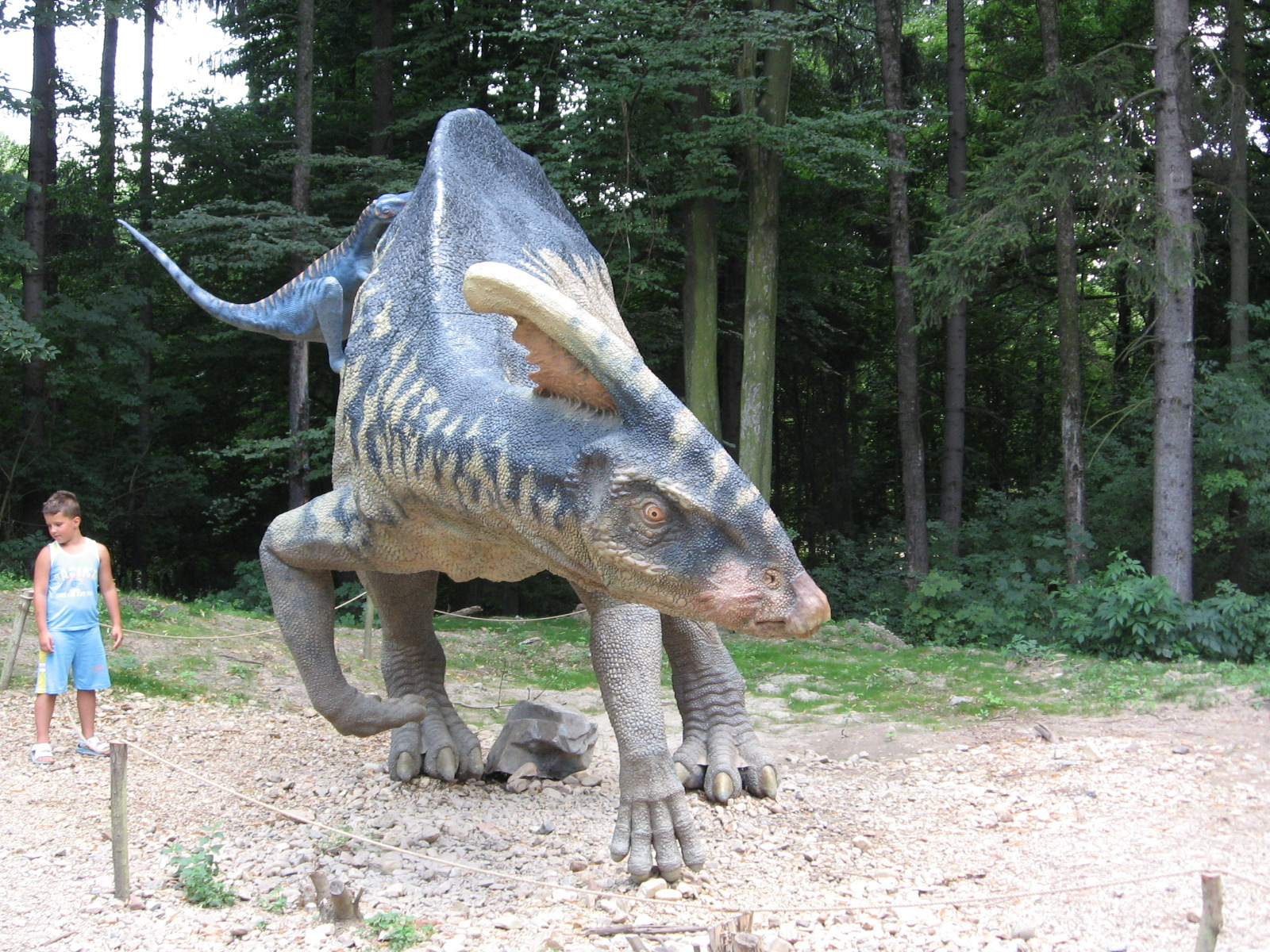
Parasaurolophus
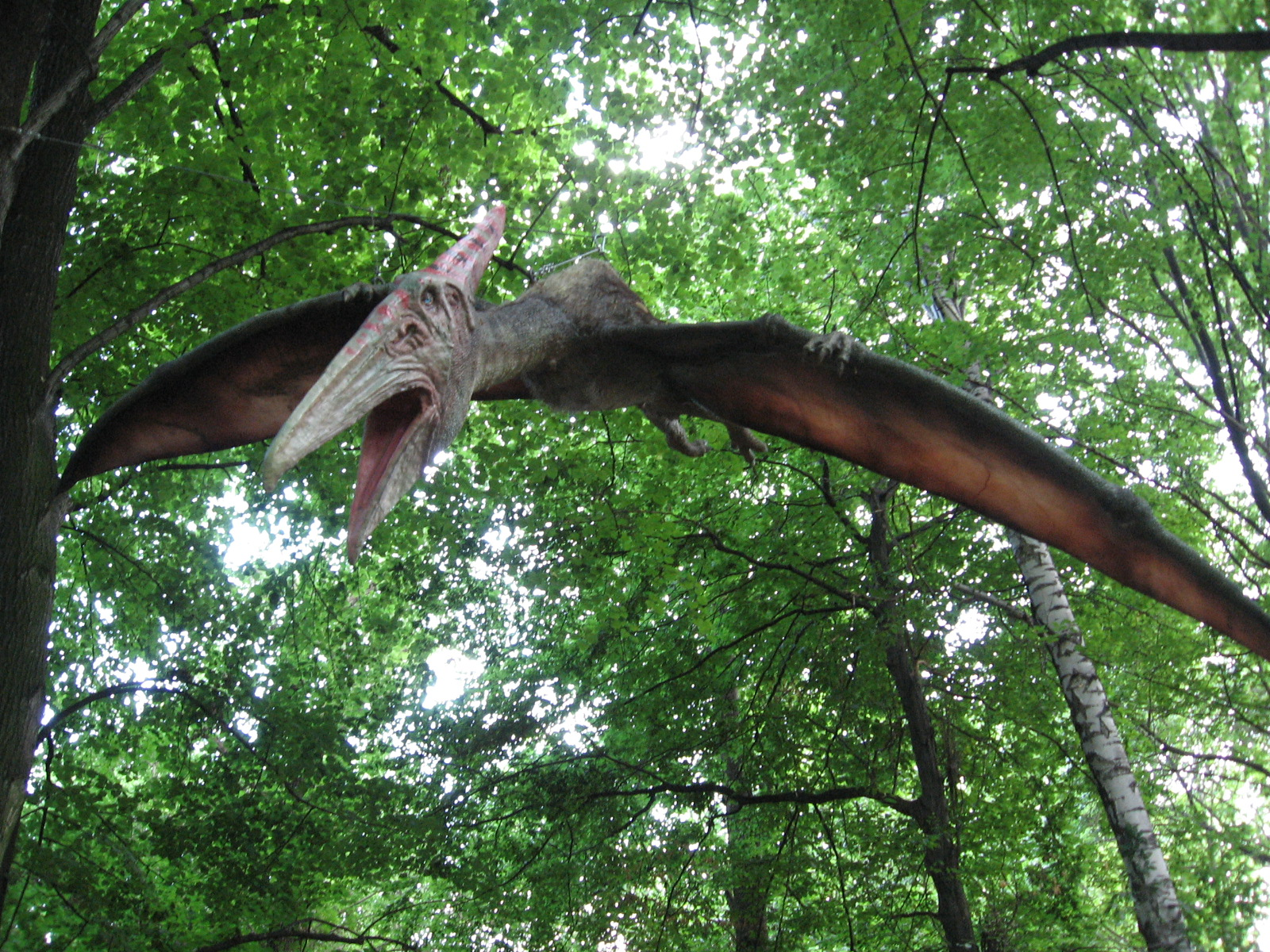
Pteranodon
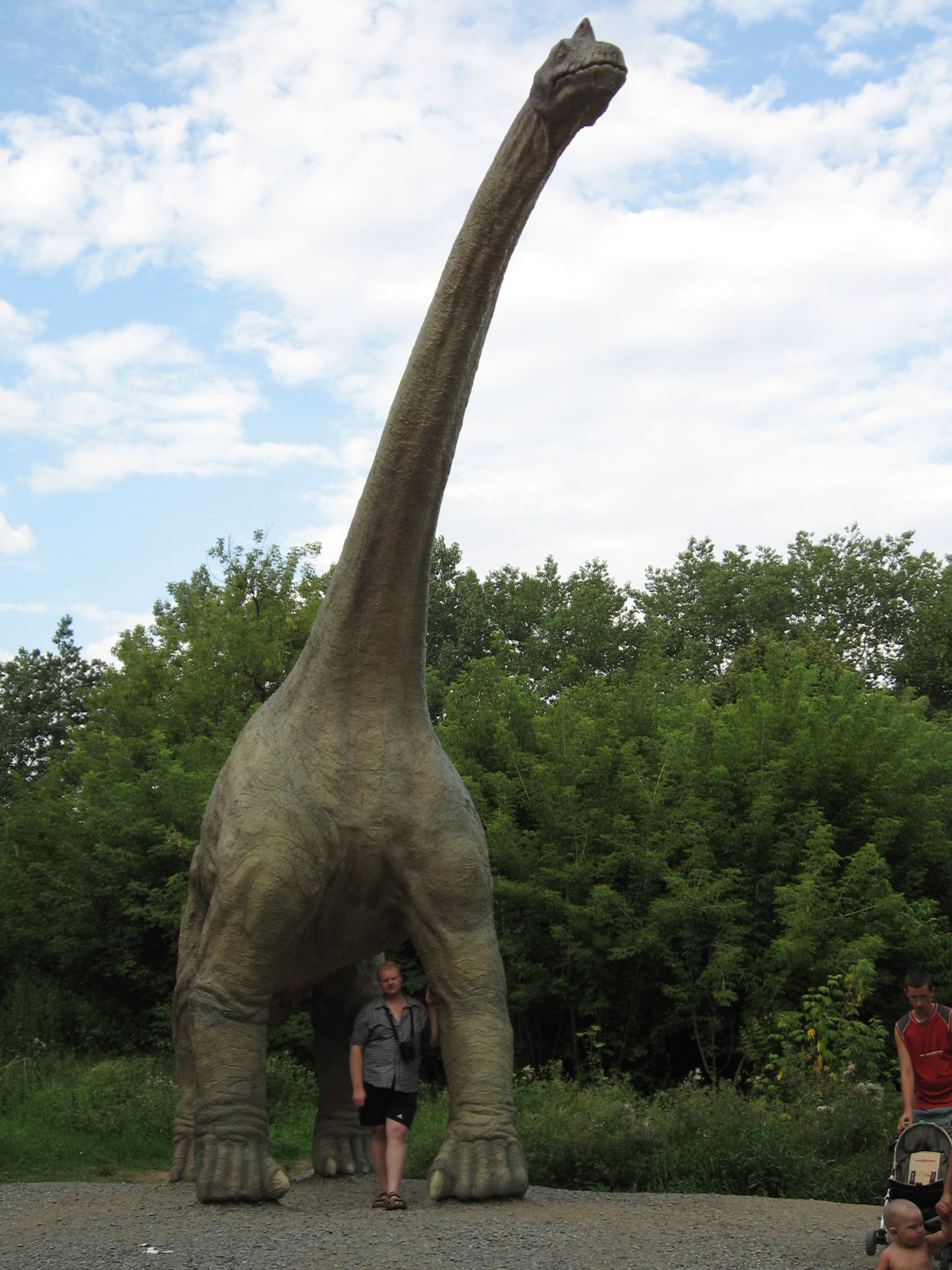
Brachiosaurus
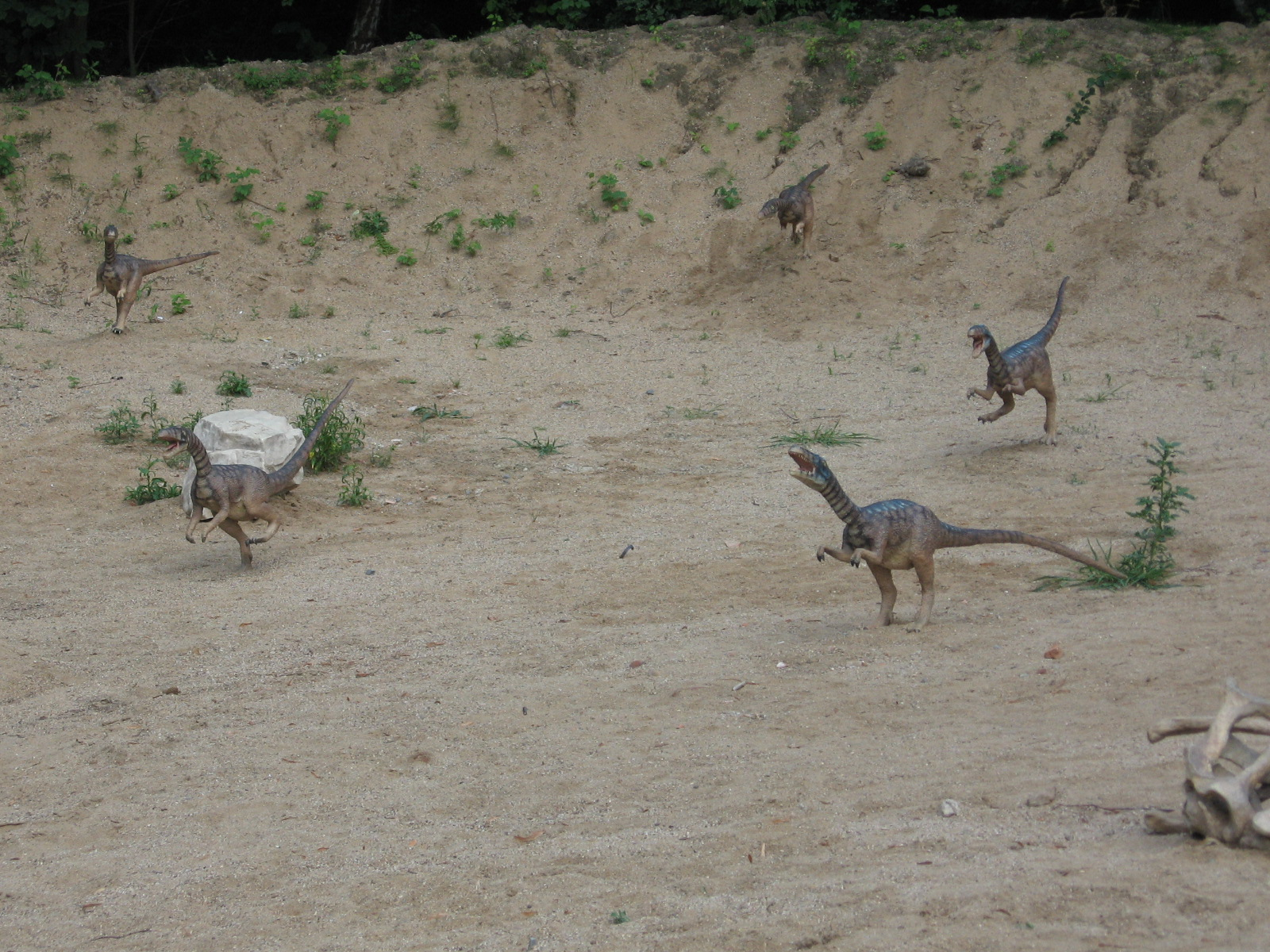
Compsognathus
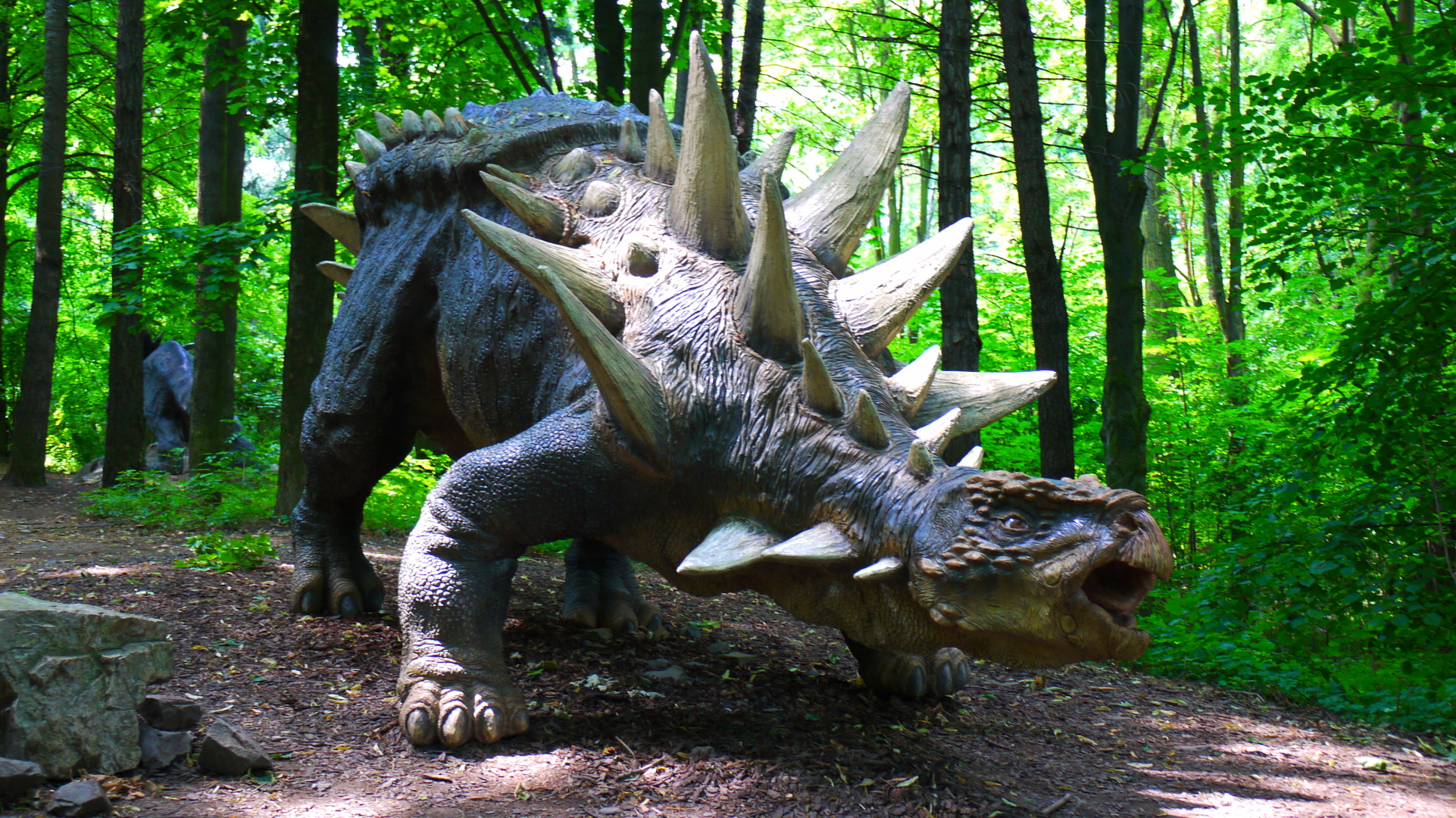
Ankylosaurus
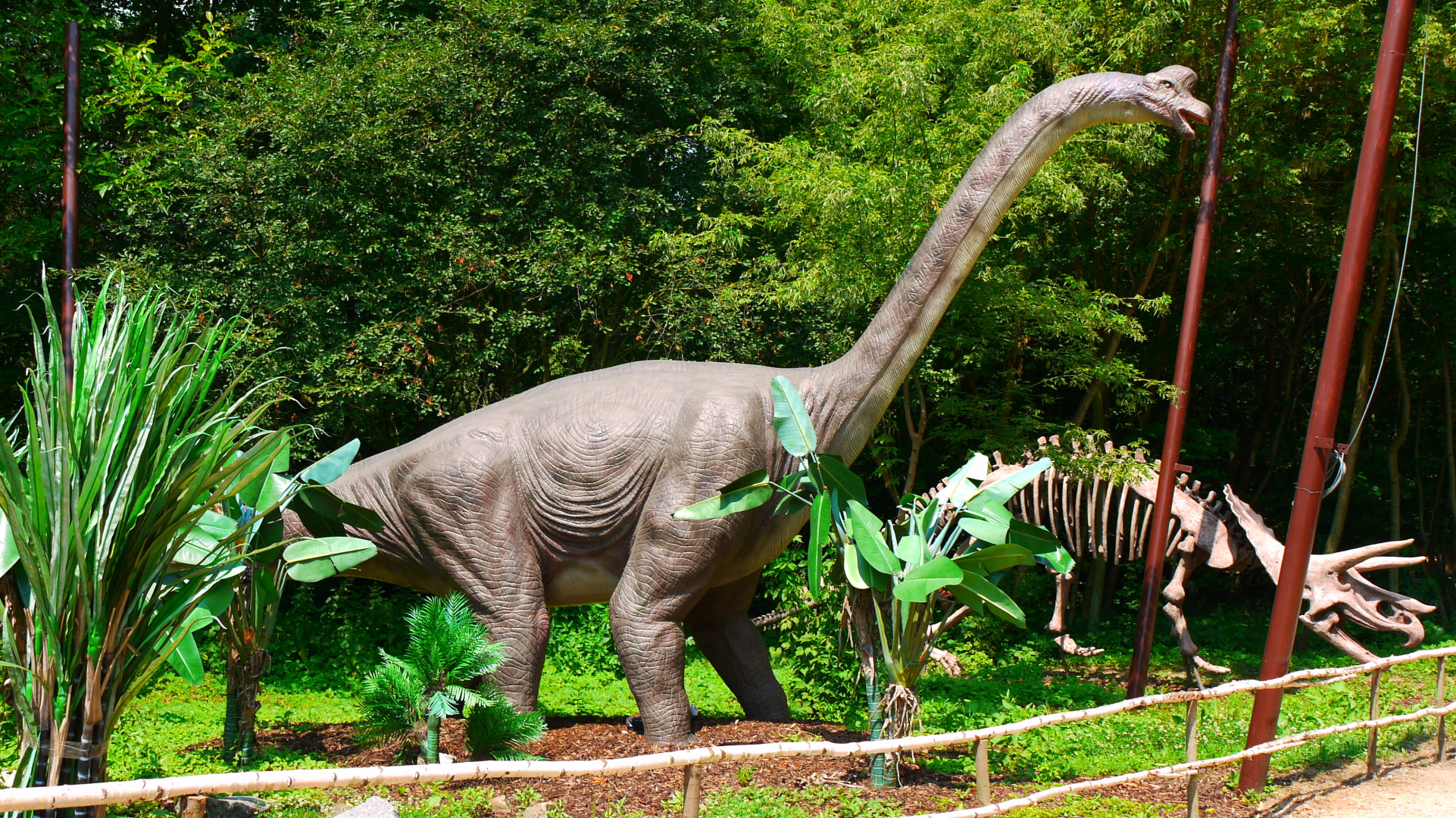
Brachiosaurus
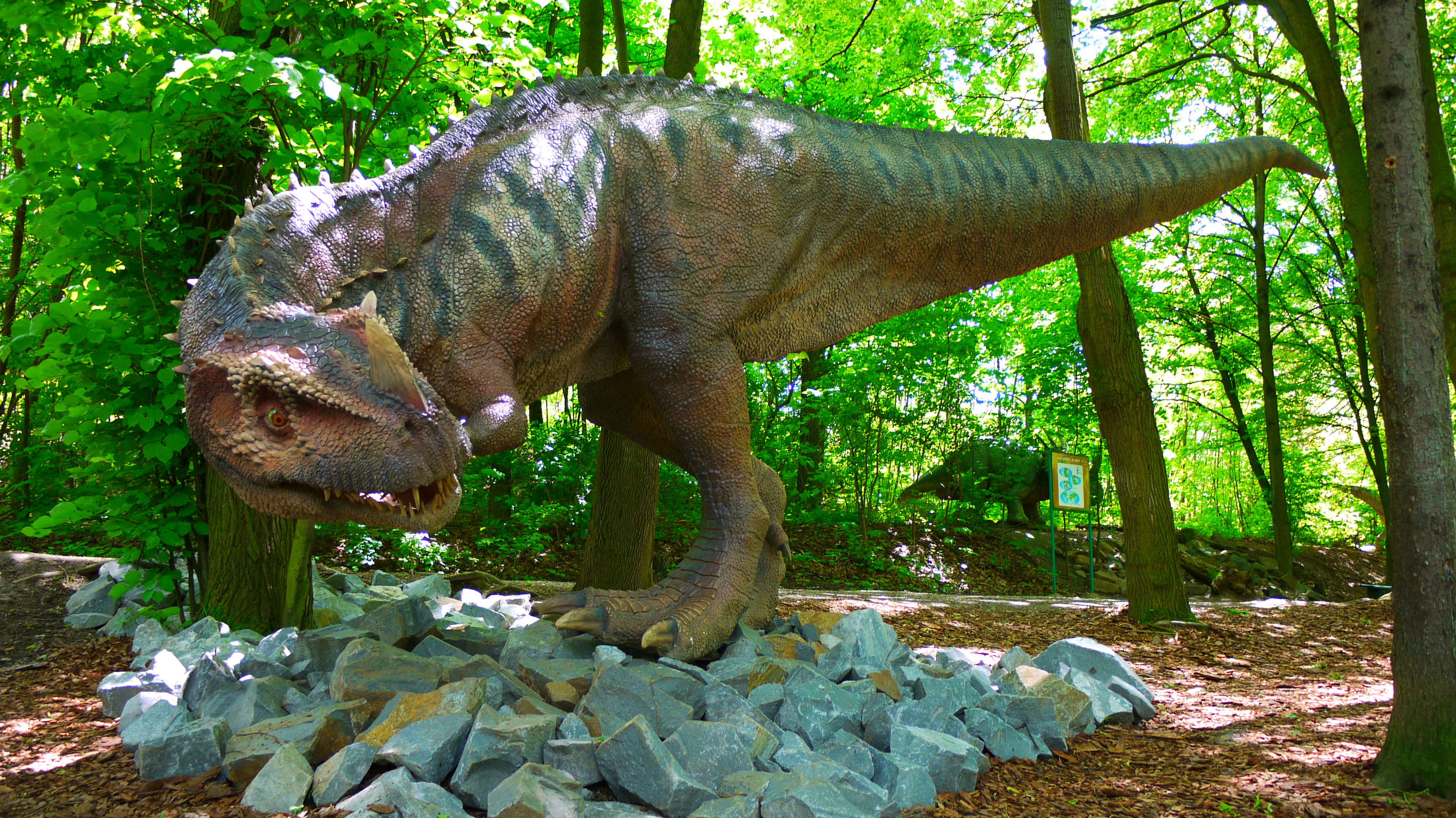
Ceratosaurus
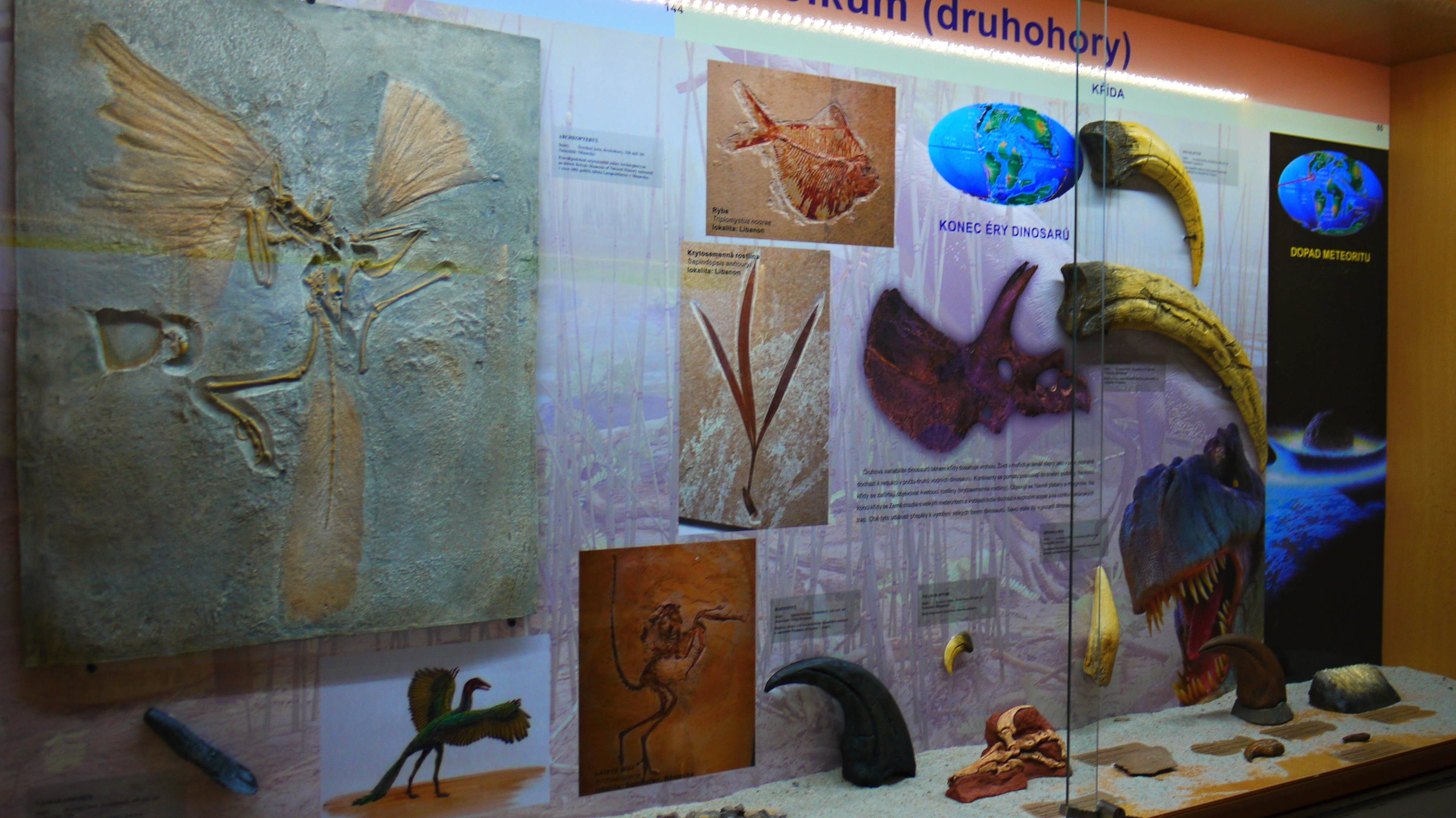
Cesta do minulosti Země
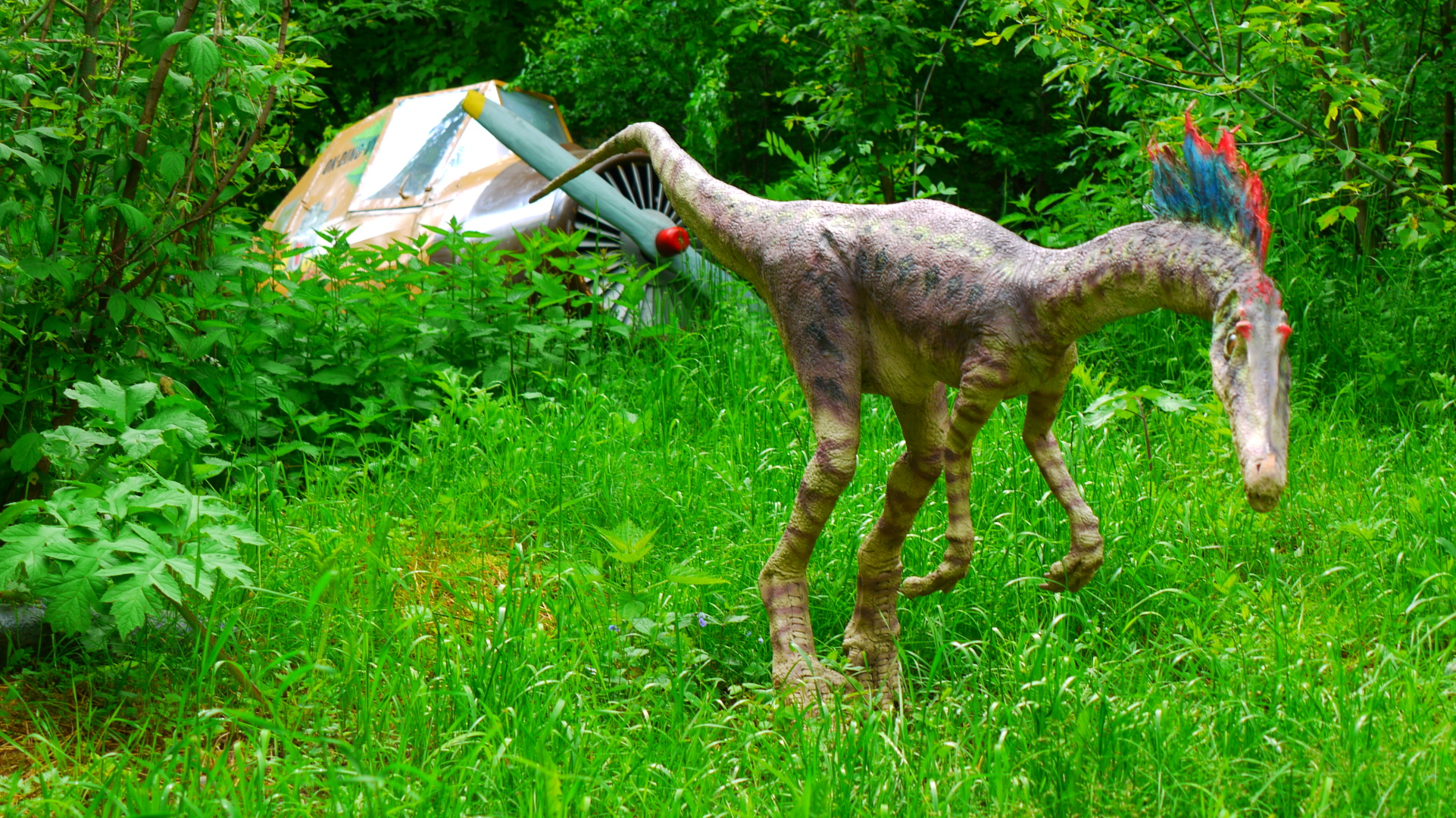
Coelophysis
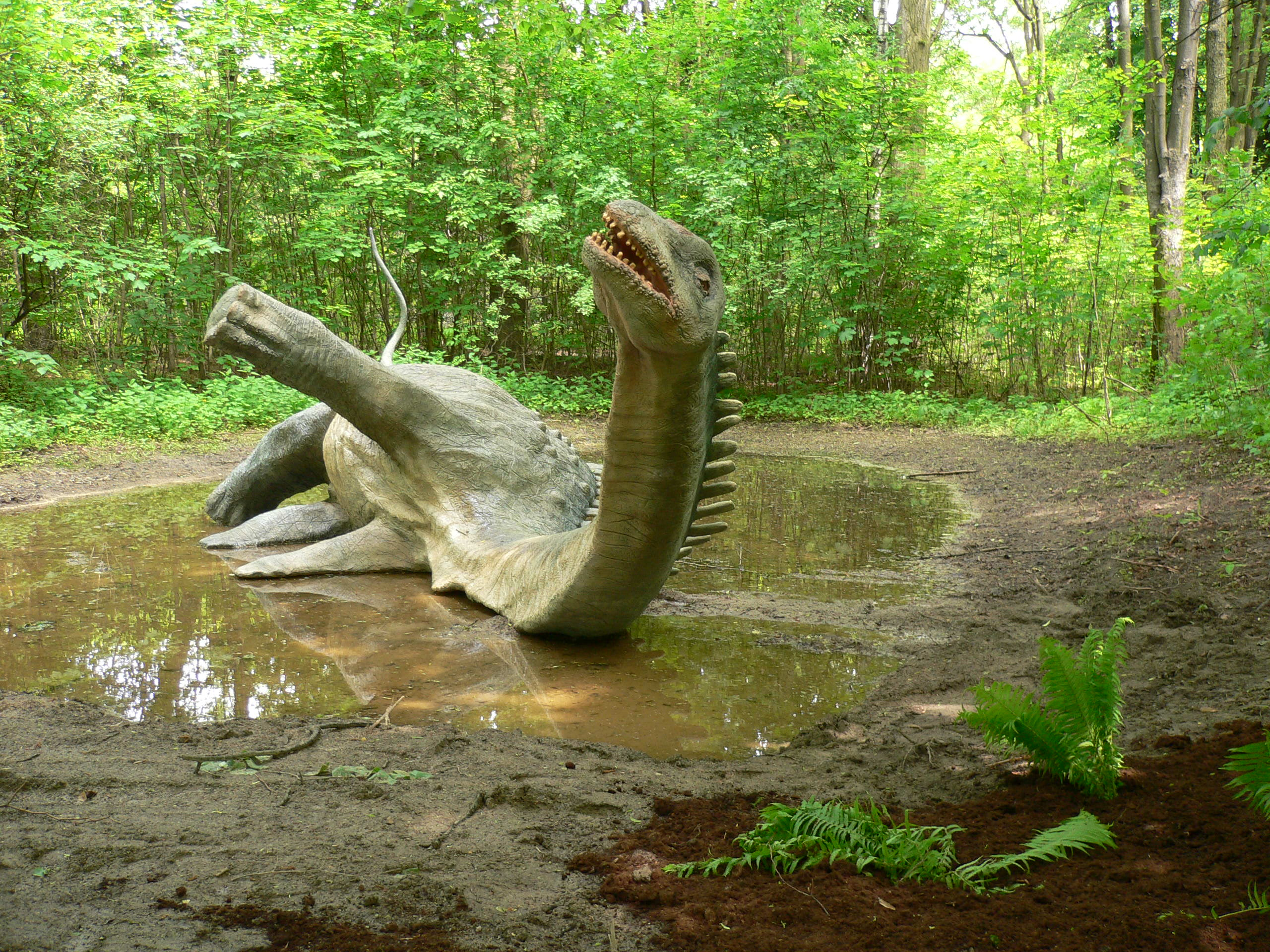
Diplodocus
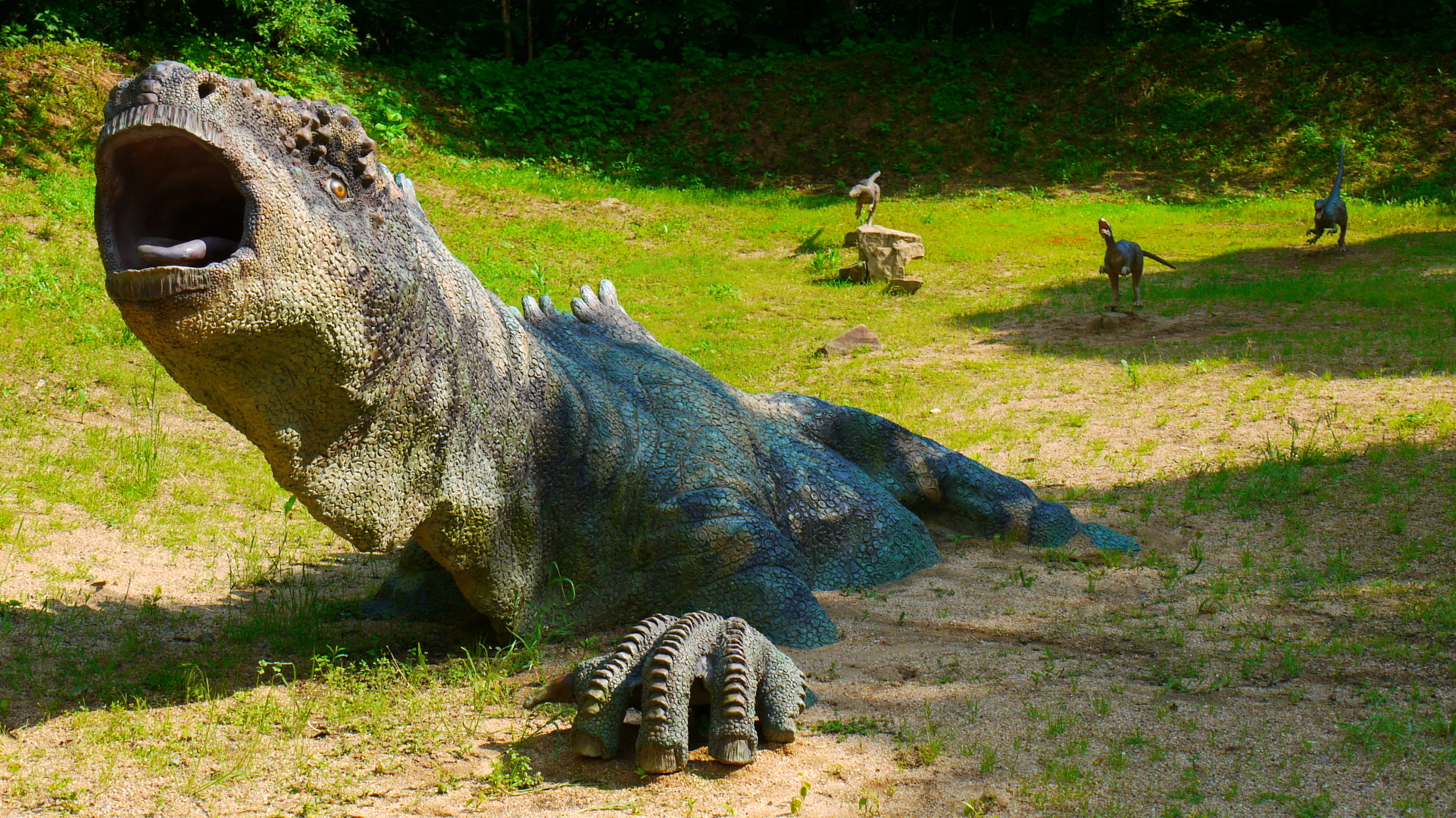
Iguanodon
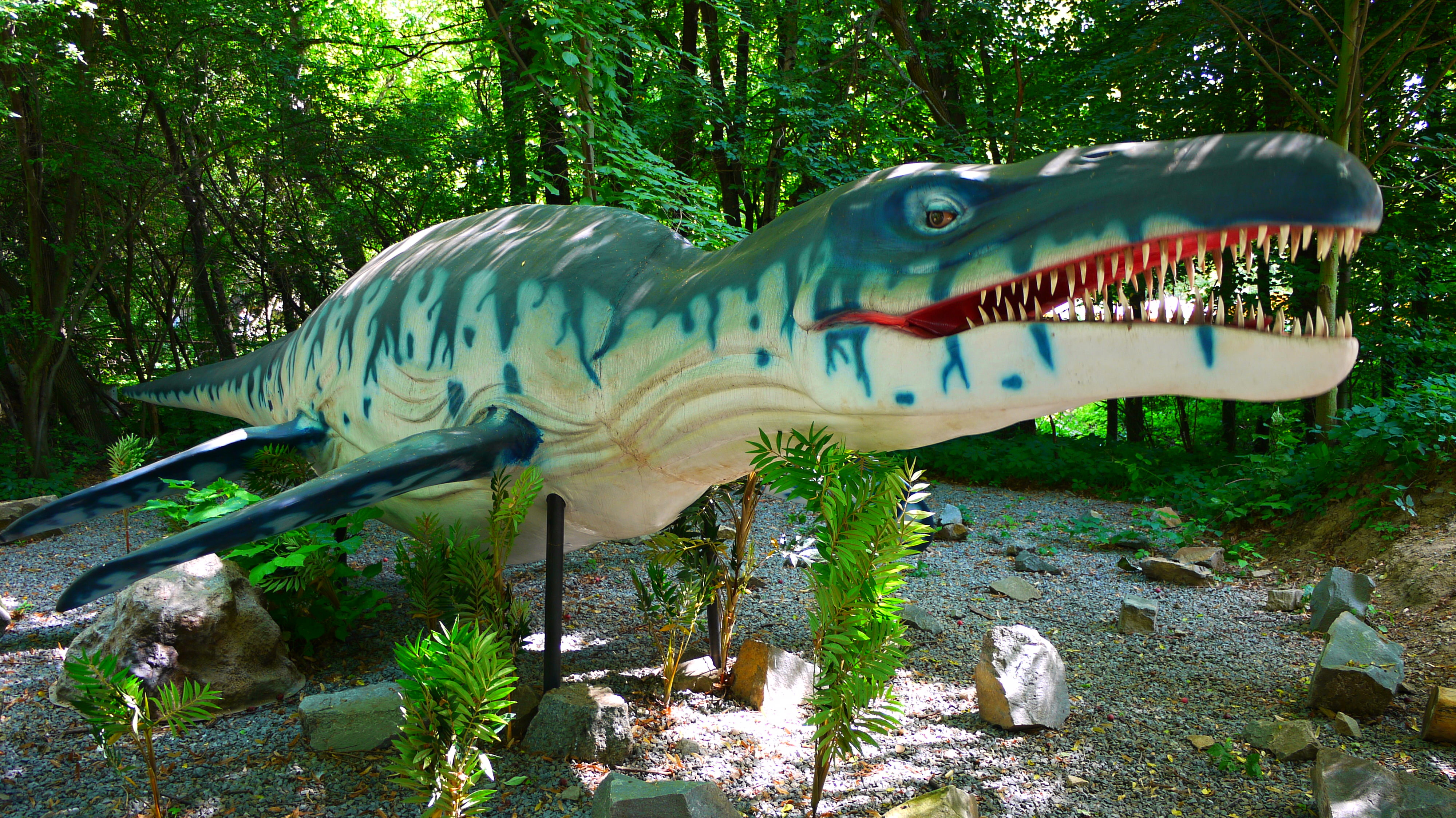
Liopleurodon
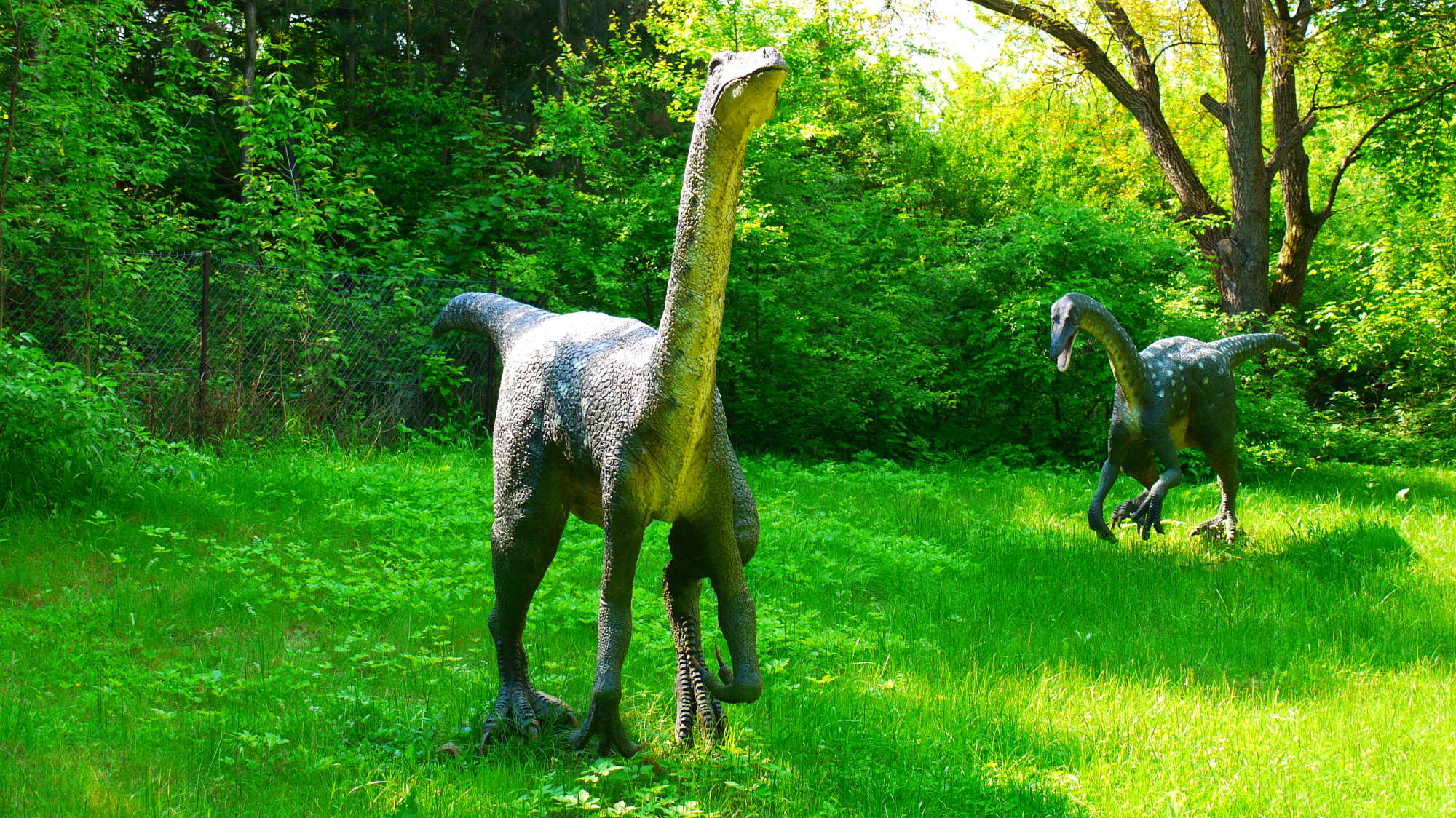
Ornithomimus
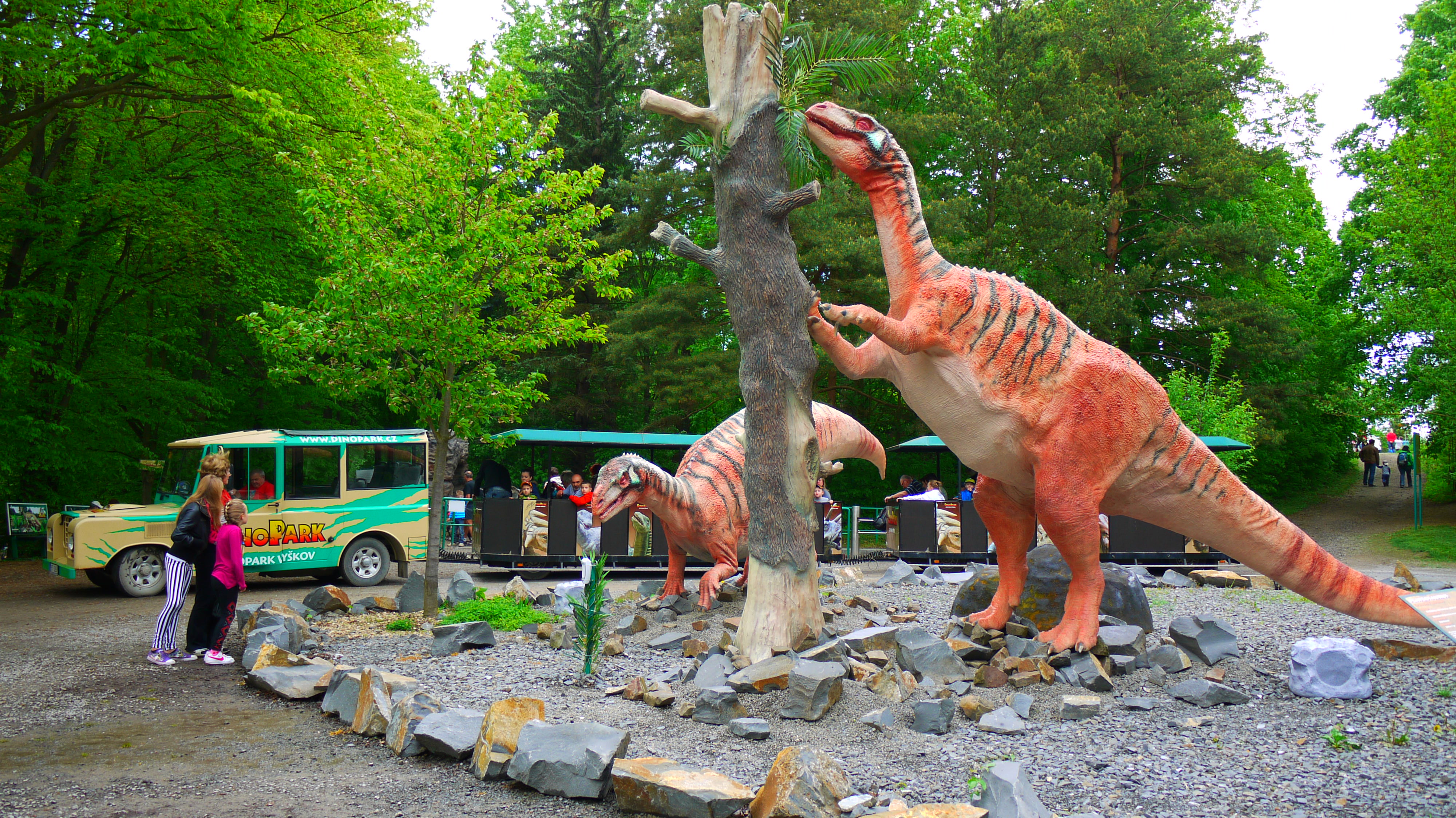
Plateosaurus
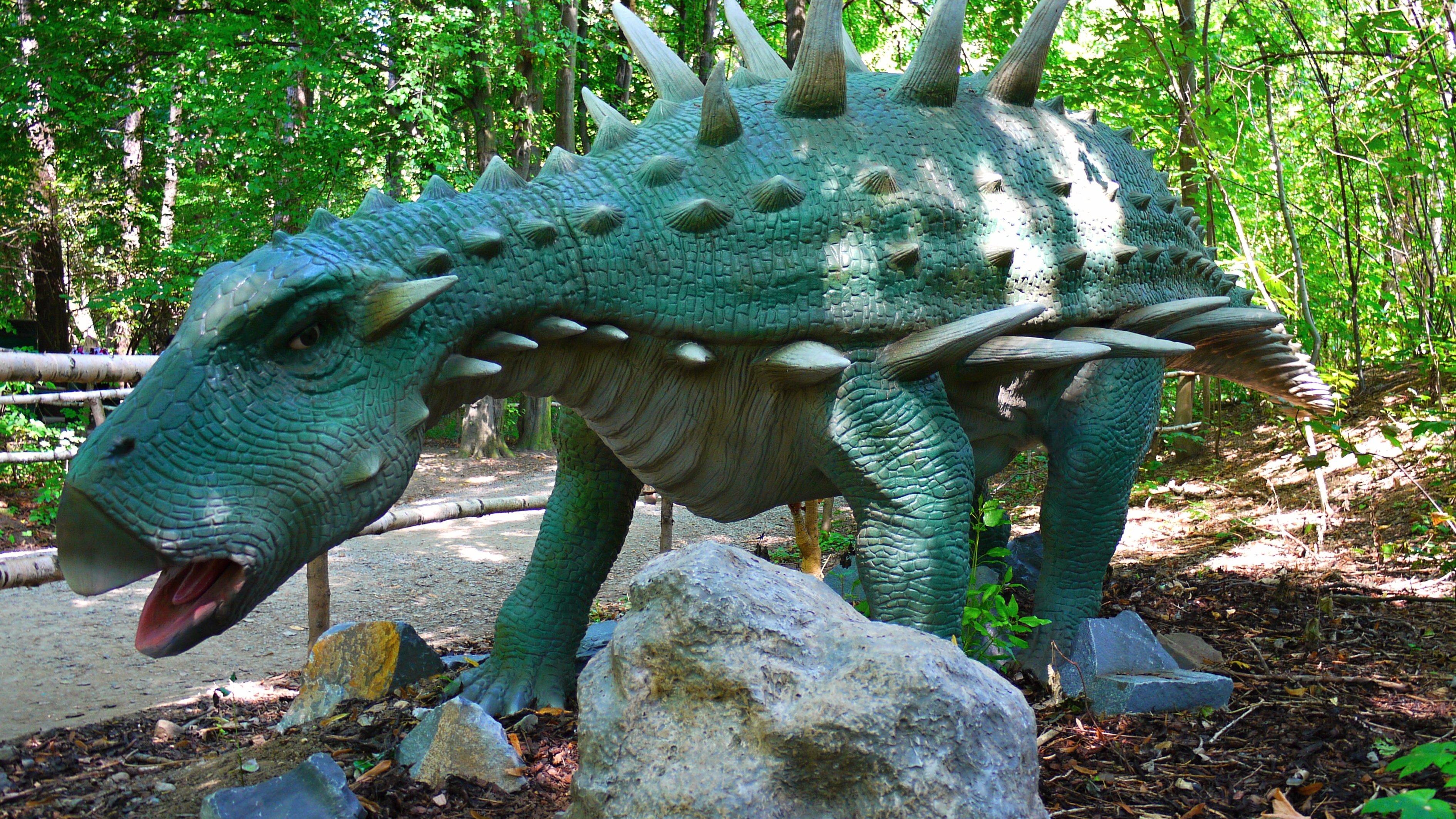
Polacanthus
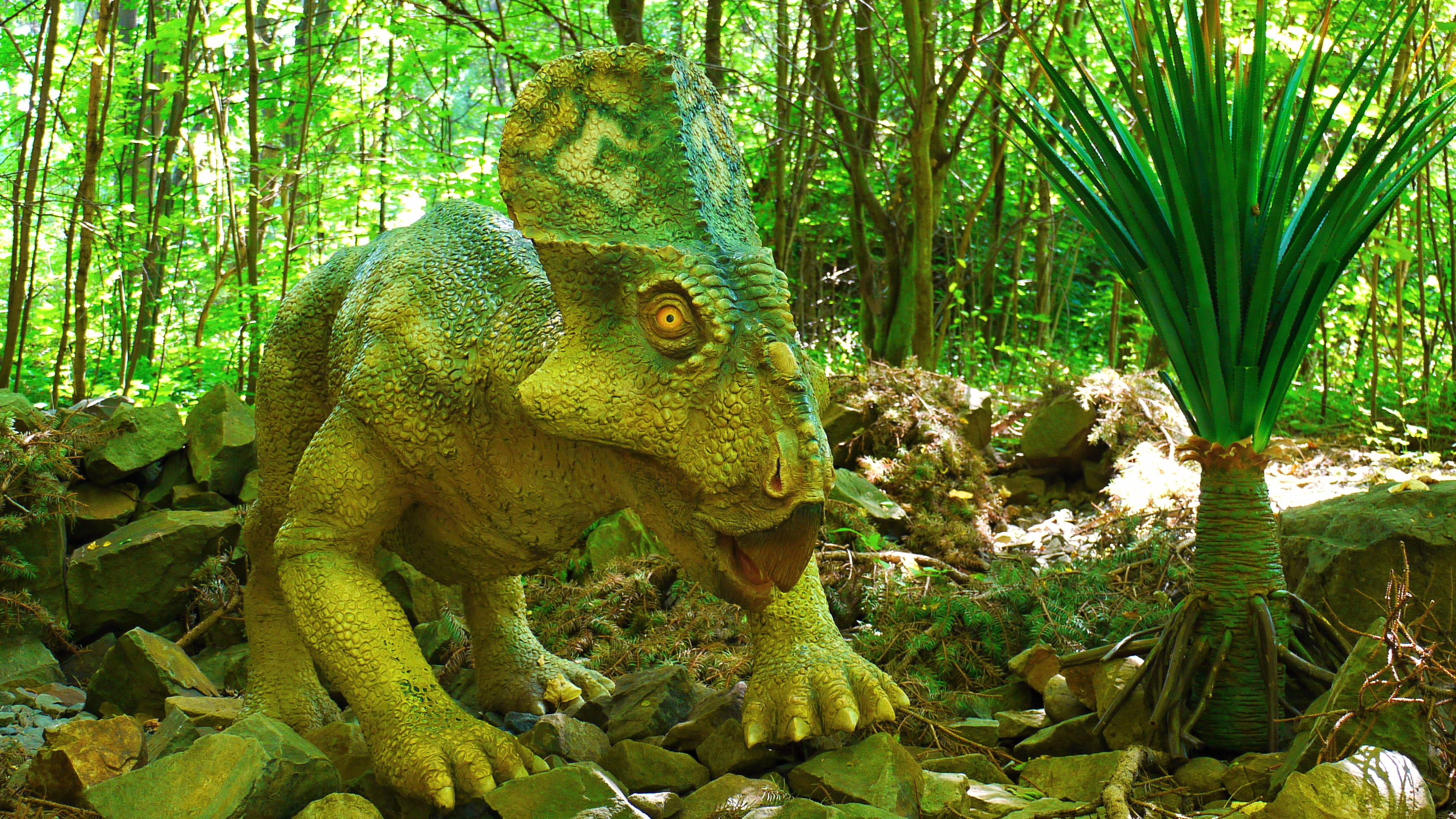
Protoceratops
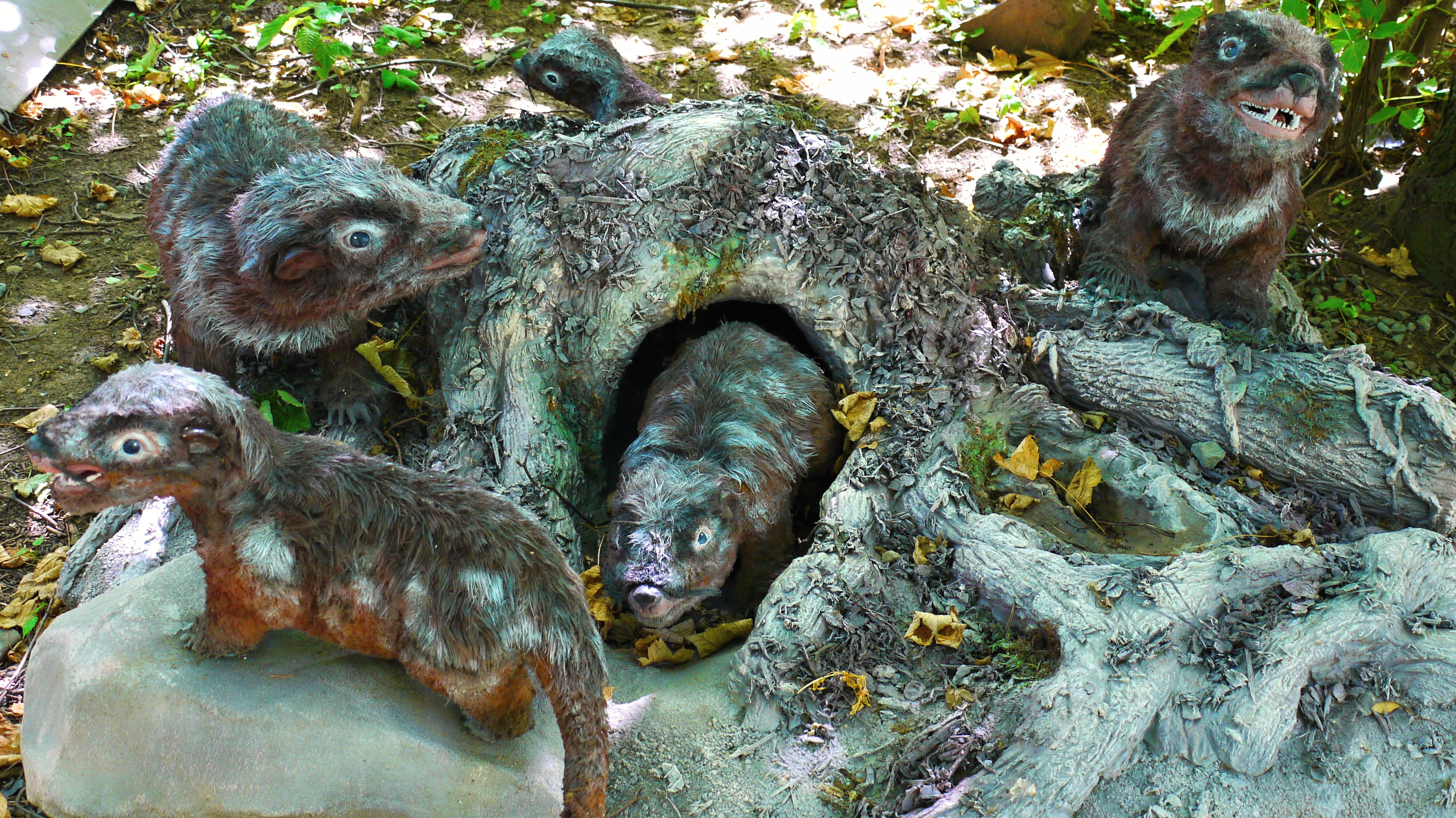
Repenomamus
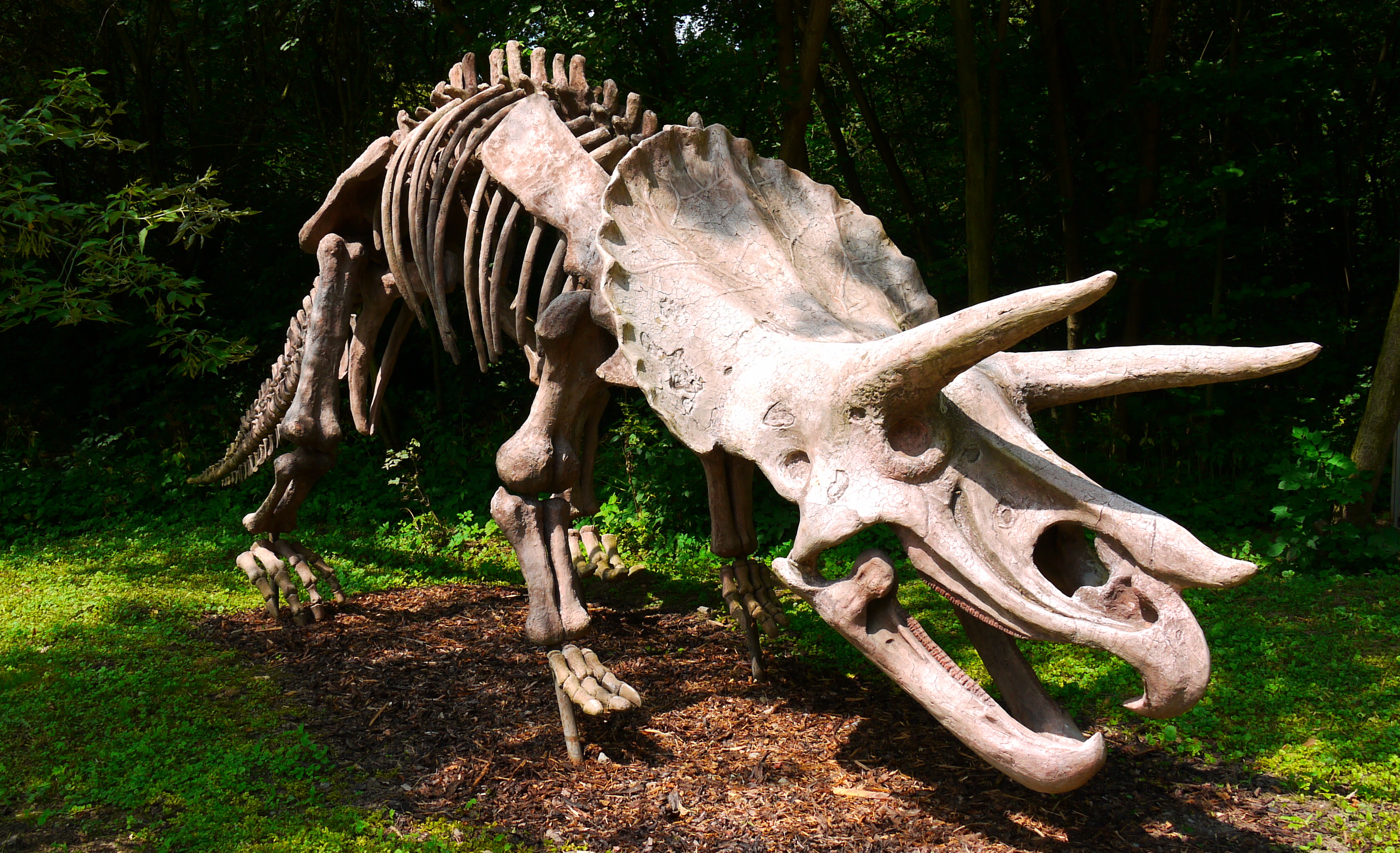
Triceratops skeleton
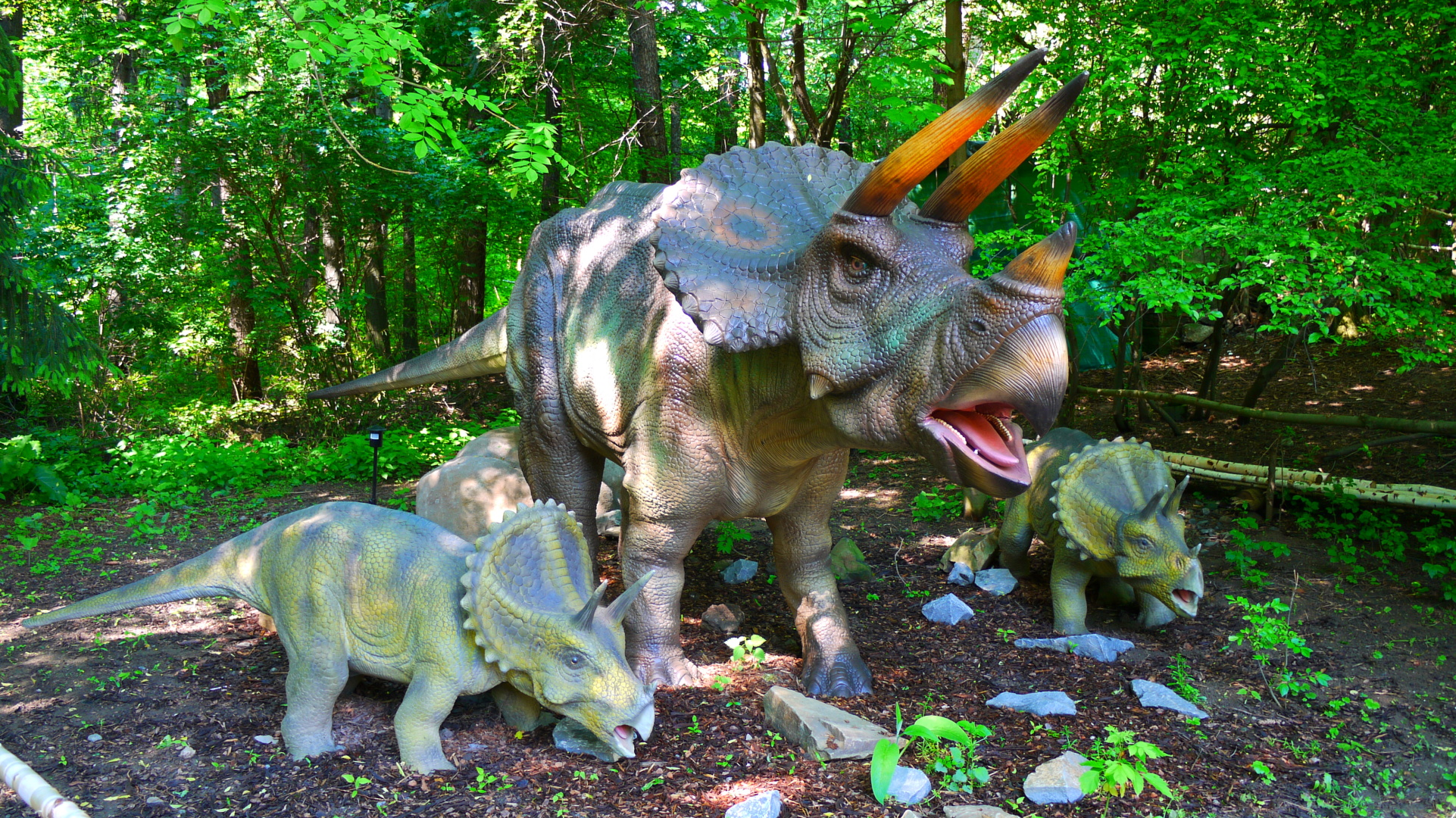
Triceratops
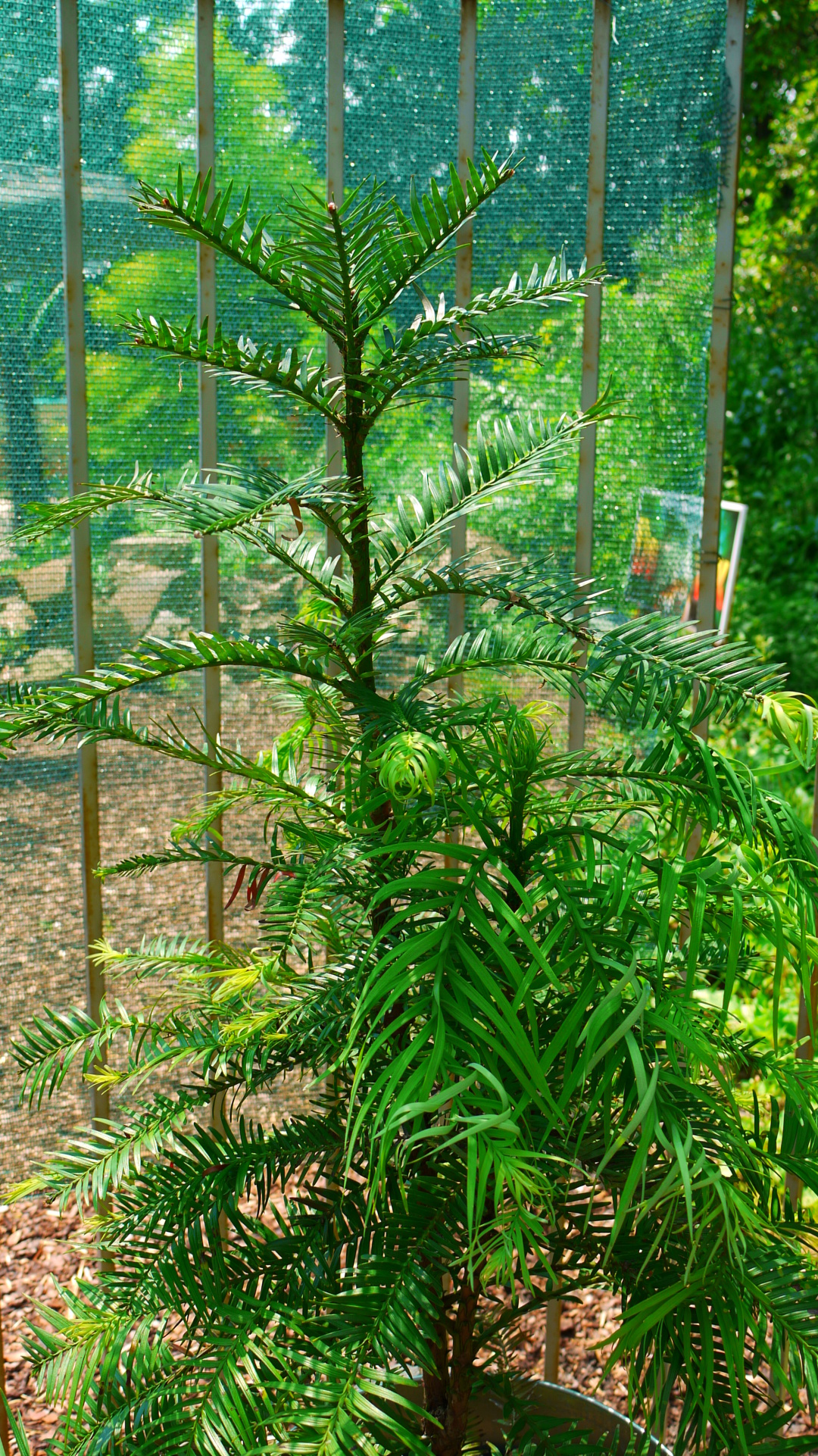
Wollemia nobilis